# Алимова Альона Сергіївна
Альона Сергіївна Алимова (нар. 15 жовтня 1981, Маріуполь) — українська акторка театру та кіно, режисерка, кліпмейкерка. Відома за роллю Катерини у скетчкомі «Коли ми вдома» (2014—2018). Режисерка фільму «Красива жінка» (2012, частина кіноальманаху «Україно, goodbye!»). У 2009 році знялася в рекламі, присвяченій боротьбі зі СНІДом. У 2019 році дебютувала як акторка театру, зігравши в антрепризі «Дівич-вечір».

## Життєпис
Народилась 15 жовтня 1981 року. Батько — викладач вузу, викладав історію КПРС. Мати — лікарка, працювала на швидкій допомозі. У дитинстві Альона хотіла стати лікаркою, як і мама. Однак пізніше її привабило мистецтво. Закінчила музичну школу по класу фортепіано. Також займалася танцями.
Після школи вступила на режисерський факультет в Київський національний університет культури і мистецтв. У 2006 році закінчила КНУКіМ, факультет режисура кіно і телебачення, майстерня Р. Н. Ширмана. Починала зі зйомок у кліпах у режисера Алана Бадоєва. 
З 2000 року знімається в кіно. Першою значимою роботою став 90-серійний телефільм «Джамайка», в якому вона зіграла Інгу Самгіну, дочку головних героїв. Акторці найбільше запам'ятався фільм «Прикольна казка» (2008), в якому вона грала принцесу Нещасного королівства. «Ми знімали в Естонії, в знімальну команду увійшли як українські, так і естонські учасники. Це дуже добра казка, знята в хороших традиціях радянського кіно», — згадувала Алимова.
Успіхом користується скетчком «Коли ми вдома», в якому Алимова з 2014 року виконує роль манікюрниці Каті.
Альона Алимова також реалізувалася як режисерка. В її активі короткометражні фільми «Лавсторі» і «Красива жінка». Стрічка «Красива жінка» стала призеркою Одеського кінофестивалю 2012 року, учасницею «New York film festival 2013», «Кіношок Анапа» і «Кінофестивалю в Белграді». При цьому після Євромайдану картина була заборонена в Україні. «Насправді, це романтична комедія, далека від політики. За сюжетом бібліотекарка закохується в зображення президента Віктора Януковича, який з білборда починає з нею розмовляти. Не дивлячись на відсутність будь-якого підтексту, фільм зняли з прокату», — розповідала режисерка.

## Громадська позиція
У рамках спецпроєкту телеканалу СТБ на підтримку ув'язненого у Росії українського режисера Олега Сенцова Альона Алимова записала відео, на якому читає епізод його оповідання «Макари».

## Фільмографія
| Рік       | Проєкт                                                     | Роль                            |
| --------- | ---------------------------------------------------------- | ------------------------------- |
| 2019      | Підкидьок                                                  | Віра                            |
| 2017      | Діалоги                                                    | мати дівчинки з кошеням         |
| 2015      | Ніконов і Ко                                               | подруга Каті                    |
| 2014–2018 | Коли ми вдома                                              | Катя Мельникова-Толмачова       |
| 2014      | Розлучення і крапка                                        | Олена Смирнова                  |
| 2014      | Гречанка                                                   | Ольга Середа                    |
| 2012-2016 | Онлайн                                                     | Олена дружина Віті              |
| 2012      | Джамайка                                                   | Інга Самгіна                    |
| 2012      | Кузня зірок                                                | Христина                        |
| 2010      | Ефросинья                                                  | Фрося                           |
| 2008      | Хімія почуттів                                             |                                 |
| 2008      | Донечко моя                                                |                                 |
| 2007      | Якщо ти мене чуєш                                          | Маша, нова дівчина Германа      |
| 2007      | Колишня                                                    | Саша                            |
| 2006      | Театр приречених                                           | Галя Леско                      |
| 2006      | Золоті хлопці-2                                            | стюардеса                       |
| 2006      | Прикольна казка                                            | Принцеса Нещасного королівства  |
| 2006      | Повернення Мухтара-3                                       | Ольга                           |
| 2005      | Розлучення та дівоче прізвище                              | Інга                            |
| 2005      | Міф про ідеального чоловіка. Детектив від Тетяни Устинової | Даша                            |
| 2005      | Повернення Мухтара-2                                       | дружина обікраденого бізнесмена |
| 2000      | До затребування                                            | епізод                          |

## Режисерська фільмографія
- 2011: проєкт «Україно, goodbye!»: «Красива жінка» («Бібліотекарка»)

## Театр

### Театральне агентство «Те-Арт»
| Рік  | Проєкт          | Режисер         | Роль   |
| ---- | --------------- | --------------- | ------ |
| 2019 | Дівич-вечір     | Тихон Тихомиров | Сьюзен |
| 2020 | Віданні дружини | Тетяна Губрій   | Інга   |